# 3/10
3/10（10分の3、じゅうぶんのさん）は、有理数のうち 0 と 1 の間にある数であり、1/10 の3倍である。底が十を超えるN進法では、3/A（A分の3）と表記される。

## 数学的性質
- 3/10 は 3 ÷ 10 である。
- 3/A（十進法3/10）が有限小数になるN進法は、素因数が2と5のN進法に限られる。
  - 3/10 = 0.010011…(2) = 0.0220…(3) = 0.12222…(5) = 0.14444…(6) = 0.2626…(9) = 0.3(10) = 0.37249…(12) = 0.4CCCC…(16) = 0.573AE…(18) = 0.6(20) になる。(下線部は循環節)
- 3/10 は 23/33 に近い。
  - 23/33 = (8/27)10 = 0.144(6) = 0.26(9) = 0.296…(10) = 0.368(12) = 0.56(18)
- √0.1 ≈ 0.316228 は 3/10 に近い。

## その他3/10に関すること
- 打率3割は、野球で優秀な打者の基準の一つである。
- 日本の国民健康保険の自己負担率は3割である。
- 出資法の上限金利は 29.2%。
- 地球の表面のうち陸地の割合は 29.20%。
- 七三分けは、前髪をおよそ3割と7割に分ける髪型。
- 七三黄銅は、銅7割、亜鉛3割の合金で、黄銅の中で最も延性が大きい。